# Ngila Dickson
Ngila Dickson ONZM (* 1958 in Dunedin) ist eine neuseeländische Kostümbildnerin und Oscar-Preisträgerin.

## Leben

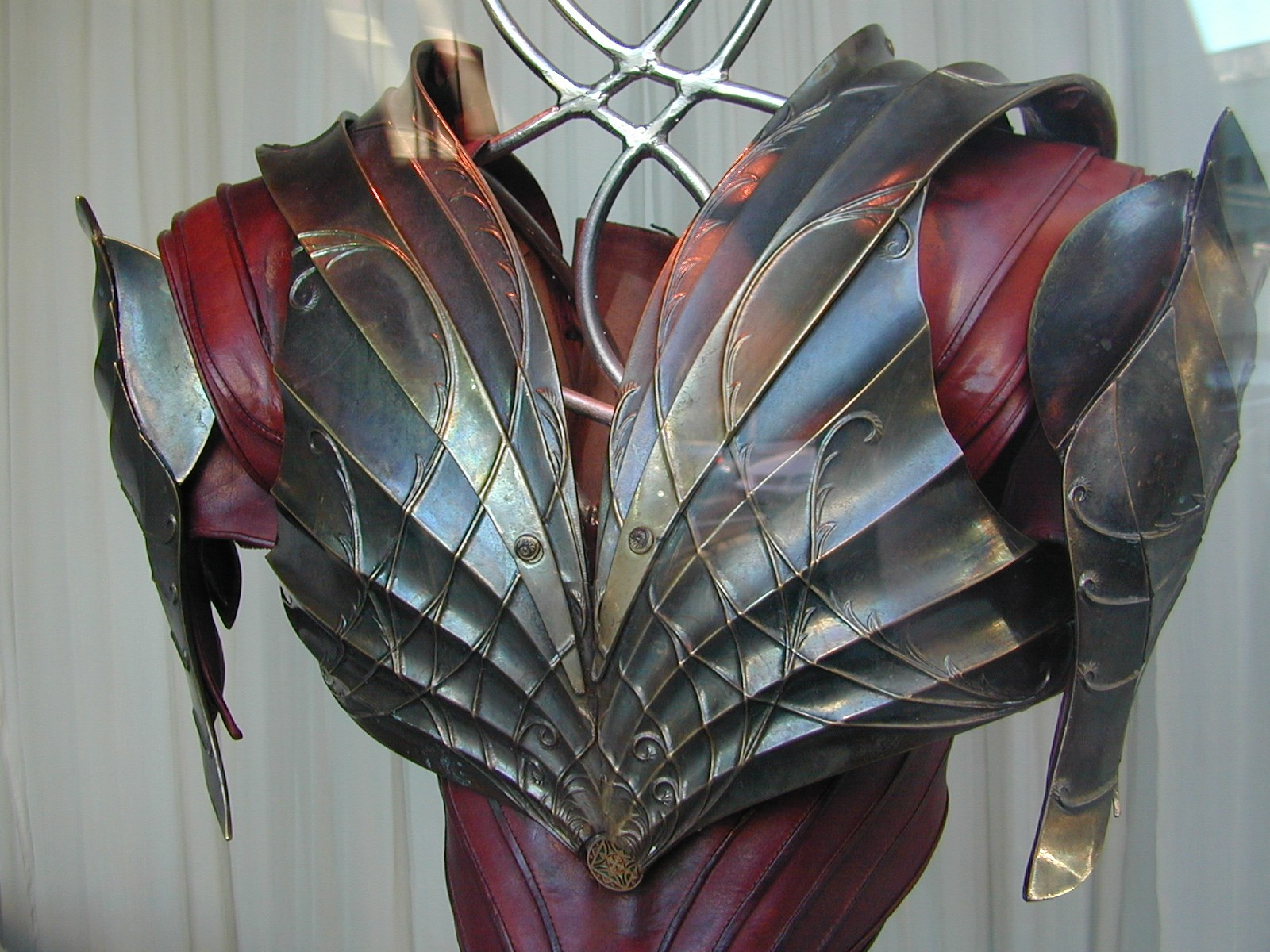
Elben-Kostüm aus der Herr-der-Ringe-Trilogie

Ngila Dickson arbeitete zunächst als Modedesignerin und Stylistin, bevor sie sich der Filmindustrie zuwandte. Rainbow Warrior – Die Verschwörung der Atommächte war der erste Film, bei dem Dickson für die Kostüme verantwortlich war. Neben ihren Arbeiten für Kinofilme war Dickson auch für Fernsehproduktionen tätig, in den 1990er Jahren vor allem für Xena und Herkules. Bei der Oscarverleihung 2004 war Dickson für zwei Filme in der Kategorie „Bestes Kostümdesign“ nominiert. Während The Last Samurai leer ausging, konnte Dickson für ihre Arbeit an Der Herr der Ringe: Die Rückkehr des Königs den Oscar gewinnen.
Dickson ist mit dem Kunsthistoriker Hamish Keith verheiratet und lebt in Auckland.

## Filmografie (Auswahl)
- 1989: Rainbow Warrior – Die Verschwörung der Atommächte (The Rainbow Warrior Conspiracy)
- 1990: Cydog – Die Superschnauze (User Friendly)
- 1991: Mein Großvater ist ein Vampir (My Grandpa Is A Vampire)
- 1994: Heavenly Creatures
- 2001: Der Herr der Ringe: Die Gefährten (The Lord of the Rings: The Fellowship of the Ring)
- 2002: Der Herr der Ringe: Die zwei Türme (The Lord of the Rings: The Two Towers)
- 2002: Das X-Team (The Extreme Team)
- 2003: Last Samurai
- 2003: Der Herr der Ringe: Die Rückkehr des Königs (The Lord of the Rings: The Return of the King)
- 2004: Trouble ohne Paddel (Without a Paddle)
- 2006: Blood Diamond
- 2006: The Illusionist
- 2008: Ein Schatz zum Verlieben (Fool’s Gold)
- 2009: The International
- 2011: Green Lantern
- 2012: Mr. Pip
- 2012: Emperor – Kampf um den Frieden
- 2014: Dracula Untold
- 2016: Crouching Tiger, Hidden Dragon: Sword of Destiny (卧虎藏龙: 青冥宝剑)
- 2019: Terminator: Dark Fate
- 2022: Peter Pan & Wendy

## Auszeichnungen und Nominierungen

### Oscars
- 2002: Nominierung für Der Herr der Ringe: Die Gefährten (gemeinsam mit Richard Taylor)
- 2004: Auszeichnung für Der Herr der Ringe: Die Rückkehr des Königs (gemeinsam mit Richard Taylor)
- 2004: Nominierung für Last Samurai

### BAFTA-Awards
- 2002: British-Academy-Film-Award-Nominierung für Der Herr der Ringe: Die Gefährten
- 2003: Auszeichnung für Der Herr der Ringe: Die zwei Türme
- 2004: Nominierung für Der Herr der Ringe: Die Rückkehr des Königs

### Costume Designers Guild Award
- 2003: Nominierung für Der Herr der Ringe: Die zwei Türme
- 2004: CDG Award für Der Herr der Ringe: Die Rückkehr des Königs
- 2004: Nominierung für Last Samurai
- 2007: Nominierung für The Illusionist